# Longyearbyen
Longyearbyen là điểm định cư lớn nhất và là trung tâm hành chính của Svalbard, Na Uy. Năm 2008, đô thị có 2.040 cư dân. Longyearbyen nằm tại thung lũng Longyeardalen và ven bờ Adventfjorden, một vịnh thuộc vịnh hẹp Isfjorden nằm ở bờ biển phía tây của đảo Spitsbergen. Từ năm 2002, Hội đồng cộng đồng Longyearbyen đã có được nhiều trách nhiệm giống như một khu tự quản, bao gồm các tiện ích, cơ sở giáo dục, văn hóa, cứu hỏa, đường bộ và cảng. Đô thị cũng là trụ sở của Thống đốc  Svalbard và là đô thị cực bắc nhất thế giới.
Được gọi là thành phố Longyear cho đến năm 1926, đô thị được thành lập và đặt tên theo John Munroe Longyear, người sở hữu Công ty Than Bắc Cực đã bắt đầu hoạt động khai thác than vào năm 1906. Các hoạt động khai thác được Store Norske Spitsbergen Kulkompani (SNSK) tiếp quản vào năm 1916. Đô thị hầu như đã bị Hải quân Đức Quốc xã phá hủy hoàn toàn vào ngày 8 tháng 8 năm 1943, song đã được tái xây dựng sau Chiến tranh thế giới thứ hai. Từ trước, Longyearbyen đã là một đô thị công ty, song hầu hết các hoạt động khai mỏ đã chuyển đến Sveagruva từ thập niên 1990, trong khi thị trấn đã gia tăng đáng kể các hoạt động du lịch và nghiên cứu. Điều này được chứng minh với sự xuất hiện của các tổ chức như University Centre in Svalbard, hầm hạt giống Toàn cầu Svalbard và trạm vệ tinh Svalbard. Đô thị có Sân bay Svalbard, Longyear và Nhà thờ Svalbard.